# Història de Sri Lanka

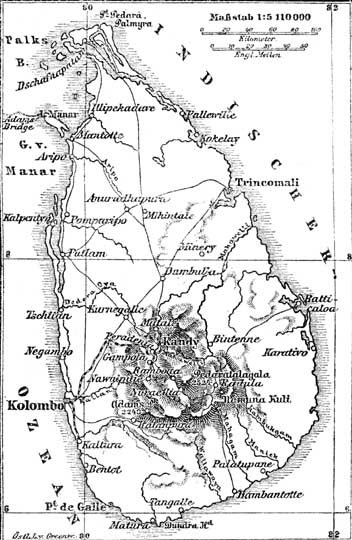
Mapa alemany de Sri Lanka.

La història de Sri Lanka es remunta als temps més llunyans, encara que mesclant la llegenda i la realitat. Sri Lanka ha estat habitada des del 10.000 aC. Cap al segle V aC va sorgir una civilització avançada, sostinguda per un ampli sistema de reg. Va florir fins al 1200 dC, quan va decaure misteriosament, i el centre de població es va traslladar cap a la península de Jaffna, situada al nord, i cap a la costa meridional i la regió dels turons. Es creu que l'actual ciutat de Galle era el port de l'antiga Tharsis, al qual el rei hebreu Salomó enviava a buscar l'ivori i els galls dindis reials que indica la Bíblia. Al Ramayana s'explica la conquesta d'una part de l'illa pel rei Rādt i els seus seguidors, que segons el poema manifesta, van assetjar i van prendre la capital del demoníac rei Ravana.

## Edat antiga

### Primera dinastia oMahavansa(Gran dinastia)
Les primeres dades fidedignes es deuen als treballs de Turnour i la seva admirable traducció del Mahavansa ('gran genealogia'), on es consigna que en el mateix any de la mort de Buda Sakiamuni (543 aC), Widjeya o Vidjaya o Wijayo (Viyaia, el 'victoriós'), príncep del Nord de l'Índia, fill de Sihabahu, va envair Sri Lanka, va vèncer els indígenes anomenats yahhos amb 700 homes i es va casar amb la princesa Kuveni, filla del rei del país.
Així començava la gran era històrica singalesa del Mahawansa, que abraça des del 459-477 aC fins al 1758; el fons de veritat és innegable, com s'ha pogut comprovar a través de les èpoques històriques. Els successors de Vidjaya es van anar apoderant gradualment de tota l'illa, obligant els aborígens a refugiar-se a les comarques més inaccessibles.
L'obra èpica índia Ramayana, també esmenta l'illa i diu que Ravana, el rei de Ceilan, va capturar Sita, l'esposa de Rama Chandra, rei del nord de l'Índia, el qual en revenja va organitzar un exèrcit que va creuar la mar i va envair l'illa on va trobar l'exèrcit de Ravana al qu va derrotar i va posar en fuita; va assetjar la fortalesa del rei durant deu anys i finalment va matar el rei singalès i va poder rescatar Sita. Una segona invasió de l'illa se situa més tard, el 543 aC (any de la mort de Buda a Kusinara quan Vidjaya el 'victoriós', príncep del Nord de l'Índia, fill de Sihabahu, va envair Sri Lanka amb 700 seguidors, va vèncer als indígenes anomenats yakkes i va colonitzar l'illa; es va casar al cap d'uns anys amb una princesa de nom Kuveni (Kuweni), filla del rei del país.
El regne dels Pandya fou conegut pels grecs i és esmentat per Ptolemeu (Regnum Pandiomus, amb capital a Madurai) que diu que més d'una ambaixada d'aquest regne va visitar a August i que fou durant molt de temps centre del coneixement dravídic. Per poder-se casar amb la filla del rei de Pandya, que era el cap més important del sud de l'Índia, fou necessari sacrificar la reina Kuveni.
Des de l'antiguitat l'aprofitament de l'aigua a l'illa fou un problema abordat amb tant d'èxit que durant segles va tenir excedents de gra que foren exportats als països veïns. Es van construir grans embassaments a algunes valls i l'aigua emmagatzemada va servir per regar a través d'un sistema de canals per tota l'illa. Poc després del 500 aC es va construir l'embassament d'Abhaya Wewa, la primera d'aquestes obres i en dos-cents anys l'illa va arribar a un bon nivell de prosperitat; 500 membres de la casta baixa dels chandales foren dedicats de manera permanent en la construcció de la capital Anuradhapura.
El 307 aC va arribar a l'illa el príncep Mihindu, fill d'Asoka, per predicar-hi el budisme. Aviat se li va unir la seva germana Sanghamitta, que va portar amb ella una copa d'or dins de la qual una llavor d'arbre (a l'ombra del qual Gautama Buda va assolir el perfecte coneixement) que fou plantada a Anuradhapura; aquest arbre va tenir gran influència en la mentalitat dels singalesos. Cada lloc de culte a Ceilan disposa d'un arbre "Bo". Algunes relíquies foren també disposades en grans estructures (dàgobes) erigides com a protecció; les relíquies situades en aquests llocs eren il·luminades per milers de llums d'oli. La principal dàgoba fou la Thuparamaya, erigida pel bol de reflexió de Buda i que segueix sent adorat per milers de pelegrins cada dia. Mihindu va morir el 258 aC i fou incinerat.
En aquest temps l'illa estava dividida en tres regnes o regions (rata):
- La del nord Pihitti Rata (o Pihiti Rata) o Rajarata (Raja Rata o país dels reis, perquè hi estava situada la capital del regne; ratta és la forma pali de Rachtra). La frontera al sud eren els rius Mahaweli Ganga (Great Sandy, nascut al Pic d'Adam) i Deduru Oya (que neix a l'altiplà central i corre cap a l'oest fins a Chilaw)
- La del centre o Malaya Rata o Maya Ratta (entre el Kalu Ganga i el Deduru Oya)
- La del sud o Ruhuna Rata (al sud del Mahaweli Ganga)

Vers el 200 aC es va produir una invasió des de la costa de Coromandel. Un guerrer de nom Elara, va usurpar el tron d'Anuradhapura. Tot i ser estranger i usurpador, les cròniques budistes parlen en els millors termes de les seves qualitats. Va governar 44 anys administrant justícia imparcial tant a amics com a rivals.

## Reis
Dinastia de Vijaya
- Kuveni (filla del rei dels yakkos) vers 544 aC
- Vijaya 544-505 aC

Dinastia d'Upatissa
- - Upatissa (regent) 505 aC
- Panduvásudéva 505-474 aC
- Abhaya 474-454
  - Tissa (regent) 454-437 aC

Dinastia de Vidjaya, Regne d'Anuradhapura
- Pandukabhaya 437-367 aC
- Mutavisa 367-307 aC
- Devanampiya Tissa 307-267 aC
- Uttija 267-257 aC
- Mahavisa 257-247 aC
- Suratissa 247-237 aC
- Sena (dinastia tàmil) 237-215 aC
- Guttika (Ashvachari) (dinastia tàmil) 237-215 aC
- Asela 215-205 aC (dinastia legítima de Vijaya)
- Elara 205-161 aC (dinastia de Coromandel)

Ran Doliya era el nom donat a la consort principal del rei de Ceilan. Al costat de la Ran Doliya (que solien ser tres) hi havia la Yakada Doliya, considerada una esposa secundària i que sempre pertanyia a la casta Goigama, la més elevada de Ceilan.

## Gamani de Ruhuna i successors

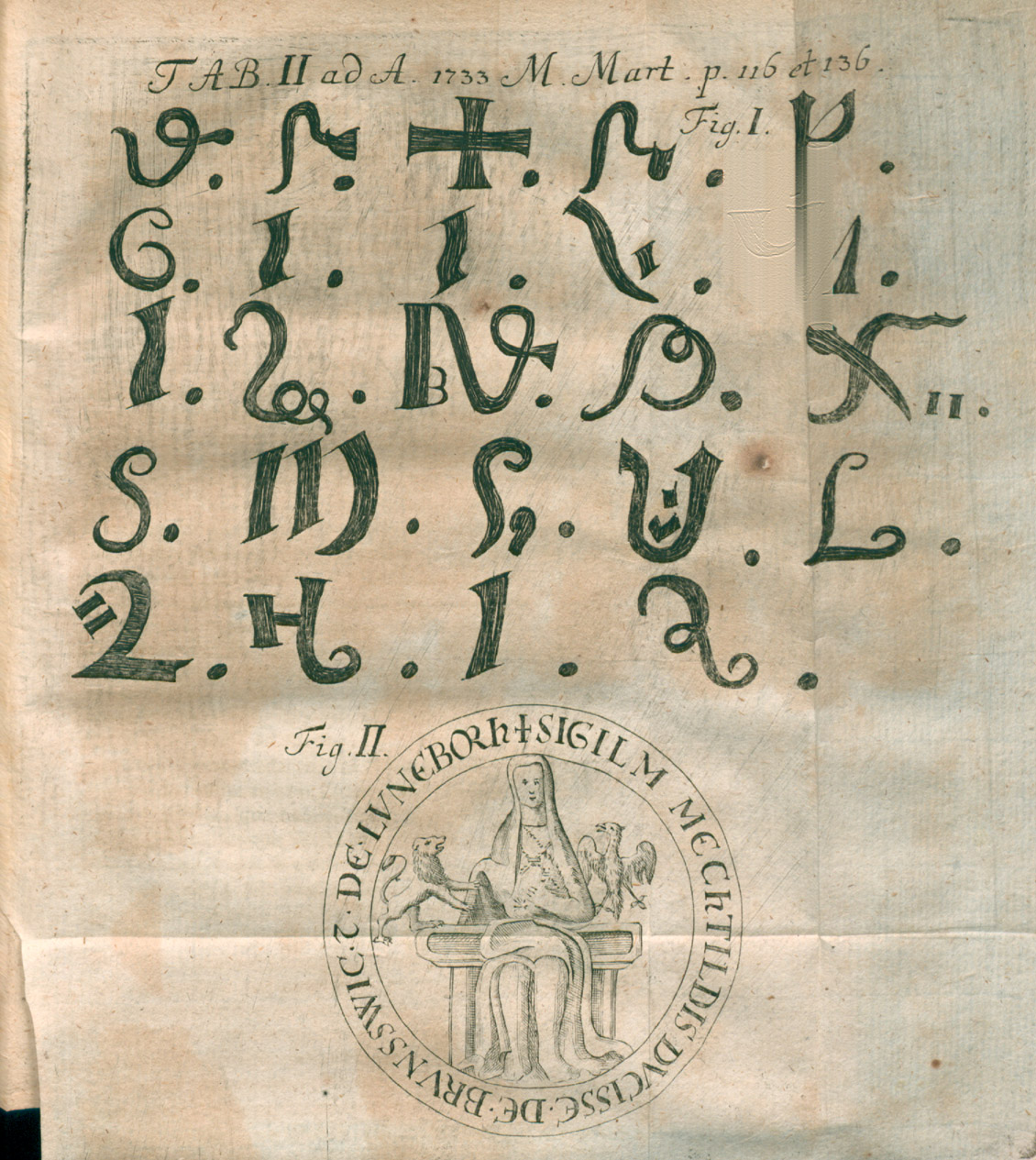
En alt: illustració de Delineatio characterum quorundam incognitorum, quos in insula Ceylano spectandos praebet tumulus quidam sepulchralis (Acta Eruditorum, 1733)

Mentre governava Elara, creixia Gamani, fill de Kawan Tissa, rei de Ruhunu Rata, regió que s'havia fet notar per la turbulència i l'autonomisme de la seva gent. Era un nen de dotze anys quan la seva mare, que l'havia trobat dormint arraulit al llit, li va aconsellar jeure amb les extremitats esteses, i li va replicar amb amargor, "Confinat pels damilas (tàmils) més enllà del riu, i a l'altra banda l'oceà inflexible, com puc estar amb les extremitats esteses?". Pocs anys després va començar a preparar l'exèrcit amb el qual esperava conduir l'invasor fora del país. Per un enfrontament amb el seu pare el rei Kawan Tisa, que s'oposava a la guerra, Gamani fou expulsat de la cort i fou anomenat Duttha (el Desobedient) malnom que va arrossegar fins al final de la seva vida. Poc després Kawan Tisa va morir i Gamani va poder tornar i va poder portar endavant els seus plans. Un gran exèrcit de cavalls i infants, elefants i carros, va marxar cap al nord i va capturar les fortaleses que controlaven l'accés a Anuradhapura; les forces del sud es van presentar davant la capital d'Elara i va començar a construir el setge. Elara va abandonar la ciutat i va marxar contra els atacants; el general Dighajantu, el seu comandant, va resultar mort i l'exèrcit d'Elara es va desbandar; els atacants van avançar i els dos reis es van trobar a la porta del Sud i Elara va morir per la javelina de Gamani; les forces d'aquest van entrar a la capital i aviat tota l'illa va reconèixer al nou rei. El cos d'Elara fou cremat amb honors.
Gamani va millorar el país, va construir nombrosos dipòsits d'aigua i el Lowa Maha Paya a Anuradhapura. Una altra dàgoba, el Ruvanveli Seya, va ser la següent en ser construïda a càrrec del Tresor Reial. Gamani no la va veure acabada i va morir de malaltia abans de l'acabament; és considerat un dels més grans sobirans de Ceilan.
Una sèrie de reis poc destacats va ocupar després el tron quasi sempre per poc temps. En aquest període Plini diu que quatre ambaixadors van anar a Roma; monedes romanes s'han trobat a Ceilan. Durant aquesta època diverses poblacions van ser successivament capital de Ceilan fins a quedar com a definitiva la ciutat d'Anuradhapura, en temps d'Uttiya (8è rei, el 267 aC).

### Dinastia Vidjaya de Ruhuna
- Dutthagamani (Gamani) 161-137 aC
- Saddhatissa 137-119 aC
- Thulatthana 119 aC
- Lanjatissa 119-109 aC
- Khallata Naga 109-103 aC
- Vattagamani 103-102 aC (+ 77 aC)

### Els Panchadravida o Cinc dravidians (tàmils, 102-89 aC)
- Pulahattha 102-89 aC
- Panyaamara 102-89 aC
- Bahija 102-89 aC
- Pilyaamara 102-89 aC
- Dathika 102-89 aC

### Dinastia de Ruhuna (segona vegada)
- Vattagamani (restaurat) 89-77 aC
- Mahaculi Mahatissa 76-62 aC
- Coronaga 62-50 aC
- Tissa 50-47 aC
- Siva I 47 aC
- Vatuka 47 aC
- Darubhatika Tissa 47 aC
- Niliya 47 aC
- Anula (reina) 47-42 aC
- Kutakanna Tissa 41-19 aC
- Bhatika Abhaya 19 aC-9 dC
- Mahadathika Mahanaga 9-21
- Amanda-Gamani Abhiya 22-31
- Kanirajanu Tissa 31-34
- Culabhaya 34-35
- Sivali (reina) 35
- Ilanaga 35-44
- Candamukha Siva 44-52
- Yasalalaka Tissa 52-59
- Sabha 59-65

### Regnats dels segles I al V
Vers el 80 aC uns 500 sacerdots van anar a petició del rei al temple (en singalès Vihare) d'Alu (Aluvihare) on van escriure en fulles de palma i en idioma pali la metafísica de Buda, els seus discursos de moralitat i el seu codi de disciplina. Cap esdeveniment fou especialment destacat fins a l'arribada al tron de Gaja Bahu, que després de l'any 100 dC va envair Tanjore amb un gran exèrcit i va triomfar; el rei de Tanjor o Tanjore, va demanar la pau i va lliurar a Gaja Bahu els 12.000 presoners que havia fet en una expedició anterior a Ceilan i la relíquia del bol, i a més va lliurar 12.000 ostatges.
Vers el 200, Voharaka Tissa va abolir la tortura però va haver d'enfrontar a un cisma religiós quan es va intentar introduir una doctrina anomenada Waitulya, que incloïa diversos ensenyaments bramànics que passaven per ensenyaments del Dharma de Buda; el rei va fer destruir les obres del Waitulya i va fer degradar als seus sacerdots concentrats al temple d'Abhayagiri. Després va venir el rei Siri Sanga Bo, l'adhesió del qual a la literalitat del Dharma va portar l'anarquia; la prohibició de disposar de la vida va portar a l'abolició de la pena de mort pels criminals, molts dels quals foren alliberats. Això va crear gran oposició i va esclatar una revolta dirigida pel ministre Gothabaya i el rei per evitar la sang va marxar d'Anuradhapura. A Attanagalla miraculosament va separar el cap del seu cos i el va enviar al ministre rebel a les mans d'un pobre pagès que havia compartit el seu menjar amb ell, perquè podria obtenir la recompensa que havia estat promesa pel seu lliurament. Encara es mostren allí avui dia les plantes que cada any sorgeixen a l'estany en el qual el sant va llançar un grapat de l'arròs bullit que li havia donat el camperol per menjar. Un gran temple fou erigit pel ministre Gothabaya per assenyalar el lloc de la mort del rei; la vigorosa repressió de l'heretgia waitulyana que va rebrotar a Abhayagiriya, li va fer guanyar el suport del clergat, però el seu fill Maha Sena no fou tant afortunat i en el seu regnat el gran temple de Lowa Maha Paya va ser arrasat completament durant una nova revolta dels waitulyans; el Jetawanarama i altres temples i setze embasaments o dipòsits d'aigua (incloent el gran Minneriya Wewa que irrigava en els seus millors temps extenses terres) van marcar els darrers anys de regnat.
El 305 en el regnat del seu fill Kit Siri Mewan, l'ull dret del dent de Buda que durant 800 anys havia estat preservat a Dantapura, fou portat a Ceilan per la princesa Ranmali, filla del rei de Kalinga, país que havia estat envaït; la princesa va cedir la relíquia al regne de Sinhala; és coneguda com la Danta Dhatu. Així doncs foren els invasors de Kalinga els que van forçar al rei de Sinhala a establir una cort, la Maligawa, per guardar la relíquia dins del recinte reial, petit però més bonic que la Wasala del rei. Totes les riqueses del regne es van destinar als honors a la relíquia i els seus custodis van crear un establiment magnífic; pobles sencers li foren dedicats per l'oferiment de flors i arròs, ivori, or i pedres precioses; i tots els elements d'adoració al rei es van posar al servei de l'adoració de la relíquia. El poble de Kirawella fou entregat a la princesa Ranmali i el seu marit pel seu manteniment i el seu rang reial fou reconegut segles després pels portuguesos. Un dels seus successors, Walagamba, va construir la dàgoba d'Abhayagiri, quadrada i construïda sobre 8 acres de terra sent de més de 400 peus d'alt. El Dharma o doctrina de Buda va seguir la seva propagació durant cinc segles.

### Primera Dinastia Lambakanna
- Vasabha 65-109
- Vankanasika Tissa 109-112
- Gajabahu 112-134
- Mahallaka Naga 134-140
- Bhatika Tissa 140-164
- Kanittha Tissa 164-192
- Khujjanaga 192-194
- Kunganaga 194-195
- Sirinaga I 195-214
- Voharika Tissa 214-236
- Abhayanaga 236-244
- Sirinaga II 244-246
- Vijaya-Kumara 246-247
- Samghatissa I 247-251
- Srisamghabodhi 251-253
- Gothabhaya 253-266
- Jetthatissa I 266-276
- Mahasena 276-303
- Srimeghavanna 303-331
- Jetthatissa II 331-340
- Buddhadasa 340-368
- Upatissa I 368-410
- Mahanama 410-432
- Chattagahaka Jantu 432
- Mittasena 432
- Als Pandya 432-459

### Resum d'aquesta època
Amb la mort de Mahasena (303) es pot dir que va acabar la primera dinastia (o alta) que va tenir 54 reis reconeguts. El resum general d'aquesta època és que l'any 307 aC es va introduir el budisme, fet culminant de la història singalesa i amb el qual coincideixen les incursions dels tàmils (dràvides), procedents del sud de l'Índia i que van ser rebutjats repetides vegades. Els reis que més es van distingir per les seves gestes contra els invasors o per l'impuls que van donar al progrés del país, van ser Dutugemunu o Gamani (anys 161-137 aC) i Gajabahu (anys 112-134).

### Els reis de la baixa dinastia oSulavansa
Al segle IV comença l'anomenada baixa dinastia, una sèrie de reis autòctons de diverses branques amb 110 reis dels quals el més destacat fou Prakramabahu I el Gran (1153) i que es va estendre fins a Sri Vikrama Raja Singha (deposat el 1815). El comerç gairebé durant tot aquest temps va estar en mans dels àrabs. Aquest període va ser el de la decadència de Sri Lanka; els annals presenten una sèrie no interrompuda de guerres civils, usurpacions i refinades crueltats. La capital va tornar a canviar fins a establir-la a Kandy (1685), quan ja els prínceps no eren de sang singalesa sinó d'origen malabar.
Jeta Tissa (331-340), que fou un artista, Bujas Raja (340-368) que fou cirurgià, i Upatissa I (o Upatisa I 368-410), que va alimentar els esquirols en el seu parc i va construir habitatges per als incurables i maternitats per les dones (fins que la infidelitat de la seva esposa va portar al seu assassinat), porten fins als temps de Mahanama (410-432), quan l'eloqüent bramin budista Budha Gosha ("La Veu de Buda"), un famós missioner a Birmània, va traduir el comentari dels pitakes al pali mentre el viatger xinès Fa Hian, va visitar Ceilan i en va deixar un valuós relat.
Una nova invasió des del sud de l'Índia (432) va obligar a la família reial a refugiar-se a Ruhuna fins al temps de Dhatu Sena (458-476) que va poder restablir la seva capital a Anuradhapura. El principal monument que resta d'aquest rei és el Kala Wewa amb el seu gran embassament d'uns 7 km de llarg que encara alimenta Anuradhapura per un canal de 86,9 km. En el seu temps el seu oncle va començar la gran crònica històrica del Mahawinsa (Mahavansa). La crueltat del seu fill Kasyapa amb una de les esposes secundàries, va portar a la deposició del rei i la seva mort (fou tapiat viu) a mans de Kasyapa, que va usurpar el tron. L'hereu legítim, Moggalana, va fugir a l'Índia, mentre el fill Kasyapa es va fer construir la fortalesa de Sigiriya des d'on va intentar guanyar el favor dels súbdits. Un temps després Moggalana va retornar amb un exèrcit de mercenaris i Kasyapa va cometre l'error de deixar Sigiriya i enfrontar al seu rival a camp obert, i fou derrotat i va haver de fugir; Kasyapa es va acabar enfrontant en desavantatge amb l'enemic, morint en la lluita abans que caure en mans de les forces de Moggalana. Un miler dels seus seguidors foren executats i altres castigats amb la mutilació de nassos o orelles o amb el desterrament. Moggalana va recompensar els que havien estat fidels al seu pare. El nou rei va organitzar una força naval de defensa de la costa. Una altra relíquia important va arribar des de l'Índia en el seu regnat: un cabell de Buda.
El seu fill Kumaradas es va immolar a la pira funerària del seu company el poeta Kalidas que havia estat assassinat per un cortesà i en els següents anys no hi va haver cap rei especialment capacitat. Es van produir assassinats, guerres civils i invasions estrangeres, intercalats amb episodis de cavalleria romàntica: alguns prínceps establien la seva reclamació del tron per un combat singular en presència dels seus exèrcits i el derrotat no s'havia de suïcidar sinó només dedicar-se a l'oració profunda. Algun poetes no molt bons que van arribar a la reialesa van enviar homes per tota l'illa per cantar les cançons compostes pel seu amo reial. Alguns van abandonar les tasques reials i van forçar els seus fills a seguir els seus estudis; no obstant durant el mateix temps també van florir alguns poetes de mèrit i es van establir diversos col·legis.
Al segle VIII Dapula II va traslladar la capital a Polonnaruwa, 55 milles al sud-est d'Anuradhapura (trasllat que fou temporal). Aquest rei va ser el primer que va ordenar conservar dades dels procediments legals i arxivar-les al mateix palau. El rei era amable i gentil i va establir hospitals en diversos llocs de l'illa i es va cuidar de molts nens. A les cròniques s'esmenta que a la nit enviava aliments a dones indigents.
Seguint el budisme els reis distribuïen entre els pobres els excedents del tresor reial i donaven exemple en l'amor a les seves mares. Alguns explicaven complicats dogmes del Dharma davant congregacions de sacerdots i altres van escriure obres força erudites. Hospitals, col·legis, temples, dipòsits d'aigua foren habituals entre tots els reis i els seus ministres i generals els van imitar. Mahindo IV (964-980) va eximir perpètuament a tots els temples del país del pagament d'impostos reials.
A la meitat del segle ix els Pandya van envair l'illa i ocupar i saquejar Anuradhapura i només es van retirar després de cobrar una forta compensació monetària. Però al cap d'una generació els singalesos van prendre revenja i van envair el país dels pandyes saquejant Madurai, la qual cosa va compensar amb escreix la compensació pagada i les pèrdues en el saqueig d'Anuradhapura.
A la meitat del segle X els Chola (cholya) van intentar una invasió però foren rebutjats cap una badia i van quedar satisfets de poder-se retirar amb el que havien pogut saquejar. Un exèrcit singalès els va seguir i els va forçar a retornar el botí. Però després es van produir noves invasions dels pobles dravídics del sud de l'Índia i a l'inici del segle xi el poder del rei de Ceilan només s'estenia al districte de Ruhuna (al sud); els coles van tornar a l'illa i per una traïció van aconseguir capturar el rei i els seus tresors. Els temples i dàgobes foren saquejats i es van apoderar de tot el que valia alguna cosa en tota l'illa. Dos nobles singalesos van reunir a la gent desesperada i van erigir una fortalesa des de la qual van intentar contenir als coles fins que els van forçar a retirar-se cap al nord; però els singalesos no van mantenir la unitat i es van format petits grups i durant anys el país semblava un camp de cacera dels guerrers indis. Finalment va sorgir un líder en la persona de Wijaya Bahu; tot i les divisions internes, aquest home va aconseguir de manera pacient desenvolupar els seus plans fins que es va trobar prou fort per aixecar dos exèrcits; els seus generals van atacar fortalesa a fortalesa a l'enemic i les va conquerir una a una; finalment el mateix Wijaya Bahu va prendre la direcció de l'ofensiva i es va presentar a Polonnaruwa. Els coles, tot i combatre amb fúria, foren derrotats i es van refugiar darrere els murs de la ciutat; el setge va durar sis setmanes i finalment els singalesos van triomfar en l'assalt i van ocupar la ciutat; tots els coles que hi havia foren executats.
Wijaya Bahu es va dedicar aleshores a restaurar l'ordre: va establir corts de justícia, es van portar sacerdots des de Pegu per restaurar el culte, es va restaurar i embellir la ciutat de Polonnaruwa, es van construir dipòsits d'aigua etc. I el rei encara es va poder dedicar a la literatura. Va governar 55 anys en un regnat tranquil i pròsper i va morir el 1109.
La seva mort va fer retornar els conflictes. Tal com havia estat profetitzat va aparèixer una gran figura al sud (Ruhuna), el príncep Parakramabahu, fill de la princesa Ratanavali, al qual en raó de la profecia es va donar una educació esmerçada i adequada per a grans tasques futures; se li va ensenyar equitació, formes de combat i batalla, tir a l'arc, ús de l'espasa, però també educació jurídica, arts refinades (poesia, música, literatura elegant) i se'l va fer participar en l'administració des de ben jove. Disfressat de plebeu va recórrer el país i va disposar nombrosos espies pel país per saber els pensaments de la gent. Finalment va assolir la successió a Ruhuna i va formar guarnicions a la frontera i va fer aprofitar cada racó de terra per cultivar arròs i assegurar un subministrament suficient en cas de una llarga guerra contra un enemic exterior. Les tropes locals foren sotmeses a un intens entrenament i a maniobres diverses i es van reclutar mercenaris a l'Índia. També es van organitzar artificiers per preparar armes; els fills dels nobles eren entrenats en la guerra al mateix palau de Parakramabahu. Però mancaven diners i es va nomenar un ministre especial per supervisar-ne la recaptació. A l'illa no hi havia ni or ni plata però si moltes gemmes, especialment a les terres entre el Kelani Ganga i el Walawe Ganga al sud i a la zona muntanyosa, on es trobaven en abundància meravellosos rubís, safirs i els anomenats "ulls de gat". Les gemmes al país eren propietat del rei i aleshores aquesta norma es va fer complir amb severitat. Trobar gemmes no era difícil, ja que les roques cristal·lines on estaven les roques precioses estaven a uns 6 metres de profunditat; es rentaven en cistelles rodones i s'agafaven les gemmes amb la mà; no obstant sabien que l'acció del Sol perjudicava les gemmes i que un terreny no s'havia d'explotar més de deu o dotze anys. Aquestes mesures van omplir el tresor reial (els mercats absorbien totes les gemmes que Ceilan podia produir) i quan es va sentir prou fort va decidir passar a l'atac contra el rei que era a Polonnaruwa. La capital fou presa a l'assalt; però la conducta dels soldats de Parakramabahu va exasperar els habitants que es van revoltar i van expulsar els atacants de la ciutat. Parakramabahu no va tardar a aixecar un segon exèrcit i altre cop va ocupar Polonnaruwa. Va seguir un període de forta lluita. Manabarana, que dirigia l'altre bàndol, després d'una terrible batalla que va durar set dies, va fugir del camp de batalla i va acabar morint i Parakramabahu fou coronat rei de tot Sinhala (Ceilan) amb una cerimònia de gran esplendor, i va ser conegut com a Prakramabahu I el Gran.
Parakrama va consolidar el regne i va ocupar-se de la reforma de la religió budista que l'opressió dels ocupants estrangers i la negligència dels singalesos havia deixat en situació crítica. Les diverses fraternitats es van reconciliar i els sacerdots purificats. Polonnaruwa fou reforçada per una muralla defensiva i se li va afegir una plaça gran amb un teatre i parcs. L'hospital era visitat sovint pel rei que mostrava la seva empatia amb els que patien. Les relíquies del bol de Buda i el dent de Buda foren transferides a la capital.
El rei de Pegu va tenir una actitud insultant amb els ambaixador singalesos a la seva cort; quan una princesa singalesa fou capturada quan anava a Cambodja el rei va decidir enviar una expedició de càstig. Pegu fou conquerida i el rei mort; el país va haver de pagar un tribut i l'expedició va retornar a Ceilan. Un altre exèrcit fou enviat per ajudar els pandyes contra el rei Chola Kulasekara, una campanya que va tenir força èxit i es van encunyar monedes singaleses a Chola amb el nom de Parakramabahu, que simbolitzaven la sobirania singalesa sobre Cola.
Parakramabahu va regnar 33 anys i foren en general de prosperitat. Es va organitzar un servei civil en els diversos departaments; es van restaurar molts edificis d'Anuradhapura; nombrosos parcs foren traçats amb arbres fruiters i flors; uns sis mil templets d'imatges i 73 dàgobes foren erigides; milers de dipòsits d'aigua foren reconstruïts a més de 1.471 reserves noves; es van crear hospitals i biblioteques i en general va ser una administració eficient i es deia que una dona podia creuar l'illa amb una joia valuosa sense perill. Va morir el 1197 i fou el darrer gran rei de l'illa.
Una generació després de la seva mort, els indis van tornar a envair l'illa des de Kalinga. 20.000 guerrers van assolar el país, saquejant, cremant, mutilant i matant; fins i tot no van respectar els ascetes i monjos. Els santuaris sagrats foren enderrocats. El rei Ruwanweli Seya va perdre les seves relíquies reials; les cordes que lligaven els llibres de fulles de palma foren tallades i les fulles dispersades al vent. El mateix rei fou fet presoner i cegat i els invasors es van establir a Polonnaruwa, mentre els singalesos establien una nova capital a Dambadeniya. La vigorosa acció de Pandita Parakrama Bahu (1235-1270), un rei distingit per les seves victòries militars i per l'esplendor de les seves creacions intel·lectuals, va obligar els invasors a abandonar Polonnaruwa i retirar-se al continent però foren interceptats en la retirada al Kala Wewa i massacrats.
A la mort de Pandita Parakrama Bahu es van produir noves invasions des de l'Índia i el dent de Buda fou capturat pels pandyes; el mateix rei va viatjar a l'Índia i va intercedir amb el rei dels Pandya per la seva devolució, que va aconseguir. En aquest temps fou escrita l'obra Sidat Sangarawa, la principal obra de gramàtica singalesa.
Mentre s'havia format un establiment tàmil a Jaffnapatam, la península d'arena del nord de Ceilan. El rei tàmil Arya Chakrawarti va intentar estendre el seu domini sobre tot el territori singalès. El feble Bhuwaneka Bahu mantenia el seu paper nominal de rei de la regió muntanyosa mentre la resta del país era administrat pel poderós ministre Alakeswara Mantri. La nova fortalesa de Jayawardhana Kotte, a uns 10 km al sud de la moderna Colombo, fou erigida per aquest ministre i servia com a punt de reunió dels singalesos. L'exèrcit singalès va derrotar dos exèrcits tàmils; el regnat de Rukule Parakrama Bahu es va iniciar el 1415. La capital es va establir a Kotte i la dent de Buda es va traslladar allí.
Una invasió dels Canaresos (de Cananore) fou rebutjada amb èxit i una expedició naval va castigar el príncep-pirata Malabar, Vira Rama Pattanam, per haver capturat un vaixell mercant singalès.
L'elevat altiplà que formava la part oriental del Maya Rata, era en aquest període un principat subordinat anomenat Kanda Uda Rata (el País sobre les muntanyes) que tenia per capital la petita població de Senkadagala, actual Kandy, i estava governada per un príncep anomenat Jaya Sinha. Sospitós de planejar una traïció, fou reduït a subjecció pel jove fill del rei; mentre que el fill gran del rei ocupava Jaffna, que va esdevenir el seu principat a l'espera d'heretar el regne de Sinhala (o Regne de Kotte per la capital Kotte). El seu regnat de set anys fou marcat per una gran revolta al sud que fou reprimida pel seu germà que tot seguit va pujar al tron amb el nom de Wira Parakrama Bahu. Un temps després fou succeït pel seu fill Dharma Parakrama Bahu, durant el regnat del qual van arribar a l'illa per primer cop els portuguesos.

### Els Shaddravida o Sis Dràvides Pandya, 432-459
- Pandu 432-437
- Parinda 437-440
- Khudda Parinda 440-455
- Tiritara 455- ?
- Dathiya 455-458
- Pithiya 458

### Dinastia Moriya
- Dhatusena 459-477
- Kasyapa (usurpador) 477-495
- Moggallana I 495-512
- Kumara-Dhatusena (Kumaradas) 512-520
- Kittisena 520-521
- Siva II 521
- Upatissa II 522
- Silakala 522-535
- Dathapabhuti 535
- Moggallana II 535-555
- Kittisrimegha 555-573
- Mahanaga 573-575
- Aggabodhi I 575-608
- Aggabodhi II 608-618
- Samghatissa II 618
- Moggallana III 618-623
- Silameghavanna 623-632
- Aggabodhi III 632 (+ 643)
- Jetthatissa III 632-633
- Aggabodhi III (segona vegada) 633-643
- Dathopatissa 643-650
- Kassapa II 650-659
- Dappula I 659
- Hatthadatha I 659-667
- Aggabodhi IV 667-683
- Datia 683-684
- Hatthadatha II 684

### Segona dinastia Lambakanna
- Manavamma 684-718
- Aggabodhi V 718-724
- Kassapa III 724-730
- Mahinda I 730-733
- Aggabodhi VI 733-772
- Aggabodhi VII 772-777
- Mahinda II 777-797
- Udaya I 797-801
- Mahinda III 801-804
- Aggabodhi VIII 804-815
- Dappula II 815-831
  - Trasllat temporal de la capital a Polunnaruwa
- Aggabodhi IX 831-833
- Sena I 833-853
- Sena II 853-887
- Udaya II 887-898
- Kassapa IV 898-914
- Kassapa V 914-923
- Dappula III 923-924
- Dappula IV 924-935
- Udaya III 935-938
- Sena III 938-946
- Udaya IV 946-954
- Sena IV 954-956
- Mahinda IV 956-972
- Sena V 972-982
- Mahinda V 982-1040
  - ocupació parcial pels coles 993-1070
- Kassapa V 1040-1042
- Mahalana-Kitti 1042-1043
- Vikrama Pandu 1046-1048
- Loka (o Lokissara o Lokesvara) 1048-1054
- Kassapa VII 1054-1055 
  - Restabliment de la capital a Polonnaruva i establiment del Regne de Polonnaruwa.
- Vijayabahu I 1055-1100
- Jayabahu I 1100-1111
- Vikramabahu I 1111-1132
- Gajabahu 1132-1153
- Manabarana 1153
- Parakramabahu I el Gran 1153-1186
- Vijayabahu II 1186-1187

### Dinastia de Kalinga
- Nissankamalla 1187-1196
- Vikramabahu II 1196
- Codaganga 1196-1197
- Lilavati (reina) 1197-1200 (+ 1212)
- Sahassamalla 1200-1202
- Kalyanavati (reina) 1202-1208
- Dharmasoka 1208
- Anikanga 1209
- Lilavati (segona vegada) 1209-1210 d. 1212
- Lokesvara 1210-1211
- Lilavati (tercera vegada) 1211-1212
- Parakrama Pandu 1212-1215
- Magha 1215-1232

### Dinastia dita deDambadeniyaoRegne de Dambadeniya
- Vijayabahu III 1232-1236
- Parakramabahu II 1236-1270
- Vijayabahu IV 1270-1272
  - Trasllat de la capital a Yapahuwa. El regne és esmentat també com a regne de Yapahuwa
- Bhuvanaikabahu I 1272-1284
- vacant 1284-1287
  - La capital s'estableix a Polonnaruwa
- Parakramabahu III 1287-1293
  - La capital s'estableix a Kurunegala. El regne és esmentat també com a regne de Kurunegala
- Bhuvanaikabahu II 1293-1302
- Parakramabahu IV 1302-1326
- Bhuvanaikabahu III 1326- ?
- Vijayabahu V ? -1341
- Bhuvanaikabahu IV 1341-1351

### Dinastia deGambola o Gampola
- Parakramabahu V 1344-1357
- Vikramabahu III 1357-1374
- Bhuvanaikabahu V 1372-1408
  - Trasllat de la capital a Kotte i establiment del Regne de Kotte.
- Parakramabahu VI 1408-1467
- Jayabahu II 1467-1469
- Bhuvanaikabahu VI 1470-1478
- Parakramabahu VII 1478-1484
- Parakramabahu VIII 1484-1508
- Vijayabahu VI 1508-1521
- Bhuvanaikabahu VII 1521-1543
- Dharmapala 1543-1557
- A Portugal 1557-1658 (Portugal unit a la corona castellana 1580-1640)

### Regne de Sitawaka
- Mayadunna 1521-1581
- Raja Sinha I 1581-1593

### Regne de Udarata(o de Kandy)

#### Dinastia Dinajara
- Senasammata Vikramabahu 1469-1511
- Jayavira 1511-1552
- Karalyadde 1552-1591
- Vimala Dharmasurya I 1591 - 1604 (+ 1604)
- Senarat 1604-1635 (+ 1635)
- Raja Sinha II 1635-1658 (+ 1686)
- Als Països Baixos 1658-1795
- Rajasingha II 1658-1686 (+ 1686)
- Vimala Dharmasurya II 1686-1707 (+ 1707)
- Viraparakkama Narendrasimha 1707-1739 (+ 1739)

#### Dinastia dels nayaks de Kandy
- Sri Vijaya Rajasimha 1739-1747 (+ 1747)
- Kirtisri Rajasimha 1747-1782 (+ 1782)
- Sri Rajadhirajasimha 1782-1795 (+ 1798)
- A Gran Bretanya 1795-1948 (abolició de la monarquia singalesa 1815, excepte 1817-1818)
- Sri Rajadhirajasimha 1795-1798 (+ 1798)
- Sri Vikrama Rajasimha 1798-1803 (+ 1832)
- Muttusami 17 de febrer de 1803 a 24 de juny de 1803 (+ 1803)
- Sri Vikrama Rajasimha (segona vegada) 1803-1815 (+ 1832)
- Govern colonial britànic 1815-1817
- Kirtisri Doraisami 1817-1818

## Edat mitjana
Vegeu: Colònia portuguesa de Ceilan i Colònia holandesa de Ceilan

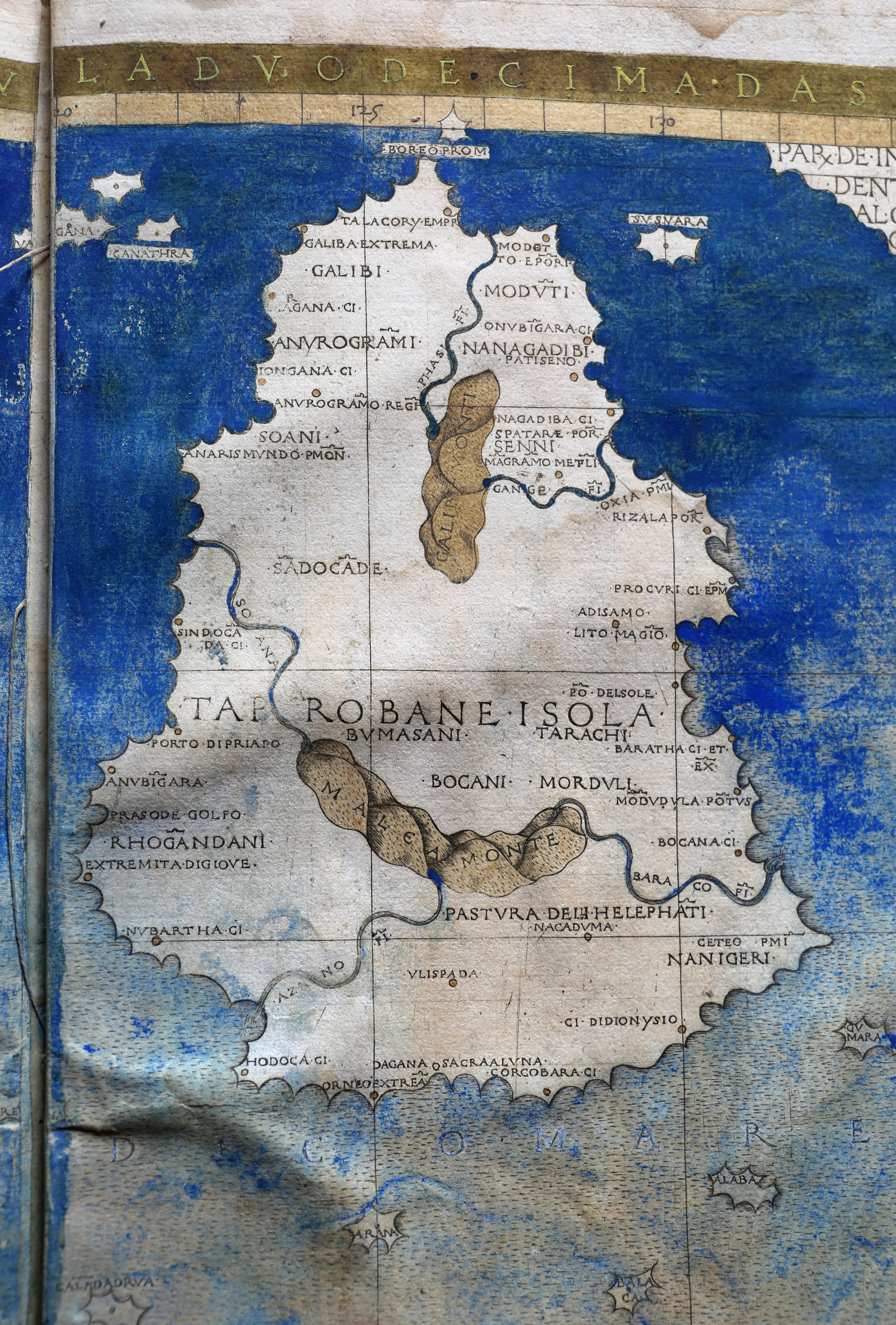
Mapa tolemaic de Sri Lanka (1482)

El 1505 es va presentar per primera vegada a les costes de Sri Lanka una flota portuguesa, manada per Lourenço de Almeida i procedent de Goa, que operava contra els àrabs de l'Índia i va calar accidentalment a Galle. Almeida va trobar dividida l'illa en set regnes i el 1517 els portuguesos van tornar amb Lopo Soares de Albergaria, que l'any següent va obtenir del rei de Kotta permís per fundar una colònia a Colombo. Aquesta es va anar fortificant i en notar-ho els singalesos la van atacar units amb els àrabs, encara que sense resultat. La dominació portuguesa va durar 140 anys i la seva crueltat els va atreure l'odi dels naturals del país i també dels àrabs, els quals van acollir bé a l'expedició holandesa de l'almirall Joris van Spilbergen, que el 1602 van desembarcar a Batticaloa, a la costa oriental de l'illa, i va buscar l'amistat del rei de Kandy.
El 1609 els holandesos van fundar una colònia a Kottiar, on van expulsar els portuguesos, el 1619 arribà una expedició danesa que fou expulsada pels portuguesos, i el 1638-1639 una altra expedició d'Països Baixos va destruir els forts portuguesos de l'est. El 1644 Negombo va caure en poder d'Holanda, el 1656 la plaça portuguesa de Colombo va patir la mateixa sort i per fi el 1658 els portuguesos van quedar completament expulsats del seu últim refugi a Jaffna.

## Edat moderna
Els holandesos no es van preocupar més que per desenvolupar el comerç, però els anglesos cobejaven l'illa i el 1763 van enviar des de Madràs una ambaixada al rei de Kandy, sense cap resultat. El 1782 Sir Hector Monroe es va apoderar de l'holandesa Trinkomali, reconquerida fa poc pels francesos i restituïda a Holanda, i el 1795 una altra expedició anglesa sol·licitada per un rei indígena i a les ordres de Stewart, va arribar de Madràs i va tornar a ocupar Trinkomali i, més tard, Jaffna, Kalpitaya, Nigamuva i finalment Colombo (1796).
El 1798 Sri Lanka va ser erigida en colònia separada, i va ser la primera a la qual el govern anglès va donar aquest caràcter. El 1802 va quedar assegurada, per la pau d'Amiens, la dominació anglesa a Sri Lanka, que llavors va ser annexionada a la presidència de Madràs. El 1815 els anglesos van destronar el rei Vikrama Raja Singha, odiat al país per les seves crueltats. El 1817, 1820, 1834, 1843 i 1848 es van produir revoltes severament reprimides, de les quals la més seriosa fou la darrera, promoguda pels budistes, enemics del ferm govern de lord Torrington.

## Segle XX
El 1909 es va dur a terme un intent de reforma pel coronel Seely, sotssecretari de l'Estat, adaptant-se a les condicions del país, triant un representant indígena. Aquesta elecció va ser combatuda principalment des del punt de vista de les castes, originant un estat d'intranquil·litat que va augmentar amb l'esclat de la Primera Guerra Mundial, i el 1915 hi va haver un xoc entre musulmans i budistes i es van declarar diverses vagues, que a causa de la debilitat del governador i secretari general, van ocasionar greus desordres i van obligar a establir la llei marcial.
Durant el govern de sir William Manning (1918-1925) es van concedir una sèrie de reformes legislatives, intervenint al govern els indígenes en majoria. En els anys vint i trenta va ser ampliat el sufragi, i el 1931 el país es va convertir en la primera regió asiàtica a concedir a les dones el dret a vot. Sri Lanka va aconseguir la seva independència el 4 de febrer de 1948, després de la retirada dels britànics del sud d'Àsia.
El primer govern independent de Sri Lanka va ser dominat per l'elit de parla anglesa, que havia prosperat sota el domini britànic i va governar a través del Partit Nacional Unit (UNP).
El 1956 el Partit de la Llibertat de Sri Lanka (SLFP), fundat per Solomon W. R. D. Bandaranaike, va derrotar l'UNP. La primera llei que va adoptar va ser fer del singalès l'idioma oficial.
L'objectiu d'aquesta llei va ser l'eliminació de la influència britànica, però va tenir com a resultat ofendre a la població de parla tàmil. Els tàmils representaven el 24% de la població en el moment de la independència, però el primer govern de l'UNP es va negar a concedir la ciutadania als tàmils de l'Índia. La llei d'idioma va augmentar la frustració de tots els tàmils.

## Guerra civil
El partit comunista més antic de Ceilan era el Lanka Sama Samaja Party (LSSP) fundat el 1935. Les seves tesis trotskistes van portar a l'escissió d'una part dels militants, que van formar en els anys quaranta el Partit Comunista de Ceilan (CP), el qual cap al 1960 es van fraccionar dos grups: la Facció Xinesa del Partit Comunista (maoista) i el Mahajana Eksath Peramuna (MEP). Altres grups menors es fraccionarien també en aquests anys. El 22 de juliol de 1964 el LSSP va entrar en el govern. El Janatha Vimukthi Peramuna (JVC: Popular Alliberament Front) va ser fundat el 1965 com una escissió guevarista de la facció xinesa del partit comunista, escissió encapçalada per Wijeweera. La facció xinesa del PC, dirigida per Shanmuganathan, va perdre la seva capacitat i es van produir altres escissions. La coalició d'esquerres només va durar fins al 1965 quan les eleccions els van fer fora del poder. El JVC va treballar durant més de cinc anys en el camp, en granges experimentals col·lectives creades per ells mateixos, i després d'això Wijeweera va considerar que havia arribat el moment de prendre el poder. La nit del 5 al 6 d'abril de 1971, els militants pobrament armats van començar a assaltar les comissaries de policia. Els districtes de Kegalle, Matale, Kurunegala, Anuradhapura, Matarà, Polonnaruwa, Galle, Hambantota, Ambalangoda i Katunayake, i potser altres, van quedar en poder del JVC, i també dues grans ciutats: Elpitiya (de 50.000 habitants) i Deniyaya. En tots els territoris rebels es va hissar bandera vermella sense més afegits. L'exèrcit va trigar uns dies a recuperar aquestes posicions (les ciutats van ser represes el 23 i 25 d'abril) i posar fi a la rebel·lió.
Mentre l'UNP i el SLFP es disputaven els vots rurals, creixia el descontentament de la població tàmil. A partir del fort amotinament antitamil de 1983, els esporàdics atacs terroristes contra el govern es van anar intensificant fins que aquest conflicte va provocar una guerra civil.
Entre 1987 i 1990 les tropes índies van ser convidades a l'illa amb el propòsit de fer complir un tractat de pau entre els governs de l'Índia i Sri Lanka. Aquest tractat va restituir el tàmil i l'anglès com a llengües oficials i va prometre major autonomia a les àrees tàmils.
Després que les forces índies deixessin l'illa al març de 1990, el moviment separatista Tigres de l'Alliberament de Tamil es va enfrontar amb les forces militars al nord i a l'est de l'illa, on milers de persones van morir. La presència militar índia havia provocat el ressorgiment de l'extremista Front Popular d'Alliberament singalesa, que havia estat proscrit el 1983. Entre 1987 i 1990, any en el qual el govern va posar fi a la rebel·lió, s'estima que van morir de 25.000 a 50.000 civils. El president Premadasa va ser assassinat per un esquadró tàmil l'1 de maig de 1993 i el va succeir Dingiri Banda Wijetunge.
Un candidat per l'UNP va ser assassinat també a pocs mesos de les eleccions presidencials de novembre de 1994, en què va triomfar Chandrika Kumaratunga, filla dels Bandaranaike, que havia assumit com a primera ministra a l'agost. Ella va nomenar la seva mare, Sirimavo Bandaranaike, per reemplaçar en el càrrec de primer ministre i va començar un infructuós diàleg amb els rebels tàmils, que van rebutjar el control ofert per Bandaranaike sobre una de les vuit noves regions administratives que es proposaven. El 1995 i el 1996 van continuar les hostilitats entre el govern i els militants tàmils.
El 1997, el govern va publicar un projecte de constitució que concedia l'autonomia parcial a les minories, però va ser rebutjat pels dirigents dels separatistes tàmils. Aquest any i el següent, els tàmils van ser involucrats en una sèrie d'atemptats amb bombes a Colombo i Kandy. Alhora, les forces del govern tractaven d'apoderar-se d'objectius controlats pels rebels al nord del país.

## Segle XXI
La presidenta Kumaratunga, que havia estat ferida en els ulls en un atac suïcida dels tàmils, va ser reelegida el desembre de 1999 i va prometre perseverar en la campanya militar contra els rebels alhora que va atreure els tàmils moderats amb un pla de major autonomia per a les àrees tàmils. En aquells dies, s'estimava que unes 60.000 persones havien mort en el conflicte, que havia durat disset anys i havia consumit el 30% del pressupost nacional.
L'any 2000, mentre Kumaratunga lluitava contra els rebels, va intentar sense èxit aconseguir el suport del Parlament per a una nova constitució, que hauria canviat el sistema de govern a un estat confederat. El desembre del 2001 el Partit Nacional Unit va vèncer amb majoria relativa, i el seu dirigent, Ranil Wickramasinghe, va ser nomenat primer ministre.
El febrer del 2002 el nou govern i els rebels van signar un cessament del foc permanent.
Observadors escandinaus van arribar al país al març per supervisar el desarmament dels grups paramilitars, i l'ONU es va comprometre a enviar ajuda per recuperar la producció agrícola de la regió del nord, devastada per la guerra. El líder dels Tigres de Tàmil, Velupillai Prabhakaran, va tornar a Sri Lanka l'abril, després de tres anys d'autoexili. Va declarar que els rebels cessarien els atemptats suïcides amb bombes i va exigir al govern que aixequés la prohibició contra la seva organització, fet que el govern de Sri Lanka oficialment va dur a terme el 4 de setembre del 2002.
Malgrat una sèrie de negociacions fructuoses amb el govern a finals del 2002 i a principis del 2003, l'abril d'aquest any, els Tigres van anunciar la suspensió de la seva participació en aquestes negociacions a causa de la manca de progrés real. Va argüir que les condicions de vida dels centenars de milers de refugiats no havien millorat des de l'inici de les negociacions i que les forces del govern s'havien de retirar de les àrees tàmils del nord i de l'est perquè poguessin tornar a casa els refugiats.
El novembre del 2003 els Tigres van publicar un pla detallat per a l'establiment al nord-est de Sri Lanka d'una administració autònoma interina dominada per tàmils. Van declarar estar disposats a reiniciar les negociacions, però es van negar a desarmar-se fins que s'aconseguís un acord final. Aquest mateix mes, aprofitant l'absència del primer ministre Wickramasinghe, que es trobava als Estats Units, la presidenta Kumaratunga va suspendre el Parlament i va acomiadar els ministres de Defensa, d'Informació i de l'Interior, argüint que les concessions del govern als rebels comprometien la seguretat nacional. Va exigir la formació d'un gabinet d'unitat nacional que inclogués membres del seu mateix partit, cosa que el primer ministre es va negar a fer.
A mitjan novembre les negociacions represes amb els Tigres van ser posposades per temps indefinit.
La violència entre les forces del govern i les dels Tigres va continuar dominant la vida política interna, tot i els intents de mediació fets per Noruega al llarg del 2004. A l'octubre d'aquest any es va produir una escissió en els grups tàmils amb la formació del partit dels Tigres Populars per l'Alliberament d'Eelam Tamil (LTTE), dirigit pel líder V. Murlitharan. La visita del canceller noruec Jan Petersen a Colombo el mes de novembre no va aconseguir desencallar les negociacions, ja que la presidenta Kumaratunga sosté el principi d'una Sri Lanka unida i indivisible, mentre que els Tigres afirmen el dret a l'autodeterminació per la població d'origen tàmil.
Després d'Indonèsia, Sri Lanka va ser el país amb major quantitat de víctimes fatals pel sisme submarí ocorregut el 26 de desembre del 2004. El terratrèmol, d'escala 9.0 de Richter, va tenir el seu epicentre a l'oceà Índic, a uns 250 km de la costa oriental de Sumatra (Indonèsia), i va provocar el sisme submarí (tsunami) amb onades de més de deu metres d'alçada. Les zona més afectades van ser la costa oriental, des de la península de Jaffna del nord fins a les platges turístiques del sud. El saldo va ser devastador, amb més de 30.000 morts, centenars de milers de desplaçats interns i pèrdues milionàries.
Els enfrontaments entre el govern i els grups nacionalistes tàmils van disminuir notablement després del tsunami. Finalment, el mes de juny del 2005 es va anunciar un cessament del foc i l'acord entre el govern i els separatistes tàmils del LTTE per compartir els gairebé 3.000 milions de dòlars donats per diversos organismes estrangers (agències oficials per al desenvolupament, organitzacions no governamentals i grups religiosos) per reconstruir el país, en protesta per l'acord, el partit nacionalista sinhala Front Popular d'Alliberament (JVP) es va retirar de la coalició de govern.
Aquests avenços cap a la pacificació del país es van enfonsar el mes d'agost amb l'assassinat del canceller Lakshman Kadirgamar, un crític de les negociacions amb el LTTE. Després d'això la presidenta Kumaratunga va establir l'estat d'emergència. En les eleccions del novembre Kumaratunga va ser derrotada per Mahinda Rajapakse, candidat de línia dura. L'agost del 2006 la Creu Roja va evacuar a 150 estrangers de la regió de Jaffna després d'enfrontaments entre la guerrilla tàmil i el govern des del juliol.
El responsable humanitari de l'ONU, John Holmes, va iniciar el diumenge 26 d'abril del 2009 una sèrie de reunions amb el govern de Sri Lanka sobre la situació dels civils atrapats al nord-est de l'illa. Aproximadament 100.000 civils han escapat però l'ONU creu que 50.000 hi segueixen atrapats. Davant la crisi humanitària, i les crides dels Estats Units, d'Europa i de l'ONU, els Tigres per a l'Alliberament de l'Eelam Tàmil van anunciar un alto el foc unilateral que va ser seguit per l'anunci del govern d'haver cessat les operacions de combat.
L'ONU estima que probablement són més de 6.500 els civils morts i 14.000 els ferits des del gener, quan les forces armades van llançar la seva gran ofensiva "final" al nord-est de l'illa. No obstant això, els cancellers de França i del Regne Unit van admetre el fracàs de la seva gestió per convèncer el govern de suspendre la seva ofensiva contra el grup guerriller per facilitar una missió humanitària. El govern argumenta que això permetria als rebels agrupar-se.
El 2017 van ressorgir tensions entre la minoria musulmana i la majoria budista per l'aparició de "grups extremistes que acusen els musulmans de forçar conversions a l'islam i atacar jaciments arqueològics budistes". Aquestes tensions suposaren víctimes mortals fins a arribar a declarar-se l'estat d'emergència el març de 2018.
El port de Hambantota fou llogat durant 99 anys el desembre de 2017 a l'empresa pública xinesa China Merchants Port Holdings Company Limited per 1.000 milions de dòlars americans per a pagar els dèficit fiscal de l'estat de Sri Lanka. Aquesta decisió entra dins de l'estratègia xinesa de constituir la Iniciativa del Cinturó i Ruta de la Seda.
El diumenge de Pasqua del 2019 Sri Lanka va patir una cadena d'atemptats en hotels i esglésies que va deixar un balanç provisional de 290 morts i més de 500 ferits.